# Gene Warren, Jr.
Gene Francis Warren Jr. (22 de julio de 1941 – 28 de noviembre de 2019) fue un artista de efectos visuales estadounidense. Fue más conocido por su trabajo en las dos primeras películas de Terminator, y ganó el premio Óscar en la categoría de mejores efectos visuales por la película Terminator 2: el juicio final.
Hijo del artista de efectos visuales Gene Warren, fundó la productora de efectos visuales Fantasy II junto a Leslie Huntley y Peter Kleinow en 1980.
Warren falleció en noviembre de 2019 en su casa en Hollywood Hills a la edad de 78.

## Filmografía
- The Terminator (1984)
- Return of the Living Dead (1985)
- Fright Night (1985)
- Critters (1986)
- The Abyss (1989)
- Tremors (1990)
- It (1990)
- Terminator 2: el juicio final (1991; junto a Dennis Muren, Stan Winston y Robert Skotak)
- True Lies (1994)
- Johnny Mnemonic (1995)
- Días extraños (1995)
- Edén (1996)
- Arlington Road (1999)
- Orfeu (1999)
- Scream 3 (2000)
- Underworld (2003)
- The Punisher (2004)
- Underworld: Evolution (2006)
- Underworld: Rise of the Lycans (2009)
- Moonrise Kingdom (2012)